# Sabbath Bloody Sabbath (пісня)
«Sabbath Bloody Sabbath» є початковою піснею однойменного альбому англійського гевіметал-гурту Black Sabbath 1973 року, вона також була випущена як сингл у Великій Британії.
Основний риф композиції був названий «рифом, який врятував Black Sabbath», тому що Тоні Айоммі, який написав більшість музики гурту, страждав від творчої кризи. Щоб отримати натхнення гурт вдався до радикальних заходів(зокрема, взяли в оренду замок Клірвелл, який нібито мав привидів).
Гітаристи гардроку та гевіметалу неодноразово схвалювали цю пісню, а Слеш із Guns N' Roses та Velvet Revolver у 2008 році заявив Guitar World: «Закінчення „Sabbath Bloody Sabbath“ — це найважче лайно, яке я коли-небудь чув у своєму житті. До сьогодні я не чув нічого такого важкого, що має стільки душі». Брент Гайндс з Mastodon погоджується, сказавши Ніку Бовкотту у 2008 році: «Риф „мрії перетворюються на кошмари, рай перетворюється на пекло“ кінець цієї пісні неперевершений».

## Концертні версії
У 1970-х ця пісня нечасто виконувалася наживо. Під час туру Heaven & Hell Tour її декілька раз повертали в концертну програму, а потім відкинули. Під час туру Cross Purposes «Sabbath Bloody Sabbath» зазвичай закривала концерти, тоді як у турі Forbidden вона звучала у середині сет-листа та включала додаткову гітару Джеффа Ніколлза.
Під час туру Reunion наприкінці 1990-х пісня була зіграна, але скорочена, пропускаючи останній куплет через зменшення вокального діапазону Осборна. Під час наступних турів і концертів початковий риф звучав як вступ до «Paranoid».

## Кавер-версії
- Американський треш-метал-гурт Anthrax записав кавер-версію пісні, і вона була включена до їх міні-альбому I'm The Man 1987 року.
- Шведський рок-гурт The Cardigans включив свою версію пісні у свій дебютний альбом Emmerdale.
- Американський нойз-рок / експериментальний метал-гурт Today Is the Day також зробив кавер на пісню; він був представлений у третьому томі триб'ют-серії In These Black Days і в четвертому студійному альбомі гурту Temple of the Morning Star.
- На триб'ют-альбомі «Nativity in Black: A Tribute to Black Sabbath» представлена версія пісні виконана Брюсом Дікінсоном та Godspeed.
- Шведський гурт Amon Amarth випустив пісню як бонус-трек до альбому Versus the World 2002 року.

## Учасники запису
- Тоні Айоммі  — гітара
- Оззі Осборн — вокал
- Ґізер Батлер — бас-гітара
- Білл Ворд — ударні